# چیز کویلینگ
چیز کویلینگ (انگلیسی: Ding Kuiling؛ زادهٔ ۱۵ مارس ۱۹۶۶) شیمی‌دان اهل چین است. وی از اکتبر سال ۲۰۱۸ معاون اجرایی دانشگاه شانگهای جیو تانگ بوده و پیش از این به عنوان رئیس مؤسسه شیمی آلی شانگهای فعالیت می‌کرده‌است. او از اعضای آکادمی علوم چین است.